# 拉孜寺 (江孜县)
拉孜寺，位于西藏自治区日喀则地区江孜县江孜镇恰才栋村，是一座藏传佛教萨迦派、夏鲁派、格鲁派共存的尼姑寺院。

## 历史
拉孜寺位于日喀则地区江孜县境内，白居寺以北的格如拉山口处，海拔4000米。距离江孜饭店2公里。
1959年以前，比丘尼在西藏虽然像喇嘛一样奉佛，但既不控制权力，也无经济特权。她们一般被称作“阿尼”或“宗玛”，又被称作“JO-MO”（“珠穆”，意为佛母，与珠穆朗玛峰的“珠穆”意思相同）。据藏文古籍记载，8世纪莲花生在西藏建成首座寺庙桑耶寺之后，桑耶寺内已有30余位比丘尼随宗师学经。女伏藏大师意希措甲曾经留下诗歌称：“我是一个女人——抵御危险之力甚小；不管我怎么干，我都不会幸福；因为我是个女人，所以要尊奉佛法很难 ，甚至难以为生。”根据英国学者勞倫斯·沃德爾19世纪后期在西藏考察的结果，除桑顶·多吉帕姆活佛系统的转世女活佛外，藏传佛教中阿尼的地位大多和一般信众相等。藏传佛教不许喇嘛参加农业劳动，但耕作却是阿尼生活中不可缺少的部分。1959年以前，外国旅行家在江孜附近的寺庙中见到阿尼与普通妇女一样赤裸着上身在田间劳动。
拉孜寺的前身是仁青岗寺，据说创建于五世达赖时期。鼎盛时期，该寺曾有阿尼70多人。
文化大革命结束后，一些和十世班禅关系密切的人士，决定恢复江孜县境内的两座尼寺，其中一座便是仁青岗寺。1980年代准备重建仁青岗寺时，人们发现山上该寺原址处的环境已十分恶劣，沙化严重，缺乏水源。最终，人们决定在山下的莲花生舍利塔处兴建一座新的尼寺，称作“拉孜寺’。来自江孜县农村的旦增曲珍成为该寺第一批阿尼，当时该寺共有7位阿尼。
拉孜寺初建时，条件并不好。由于晚上天气寒冷，即便在夏季也常需要生火取暖，但该寺附近山上光秃一片，到冬季连柴火都要从很远的地方运来。约在1989年，该寺各项工作基本安定下来，主要出资建寺的几位老人为该寺的阿尼们留下三句话：一是政治上不要出错；二是认真修行并扩建寺庙；三是在寺庙两侧的山上种树。2009年，该寺管理委员会副主任旦增曲珍回忆说：“他们说，庙是江孜人民捐的，绿化改造环境，是为江孜人民造福，是大修行。”所以阿尼们省吃俭用，从那时起每年都种将近一万棵树苗。
21世纪初，该寺有阿尼28人，由白居寺的一位喇嘛担任住持。2009年，旦增曲珍说，该寺有30位阿尼，绝大多数为本地人，有的就是江孜县城人。
拉孜寺阿尼的生活充满现代气息，每日除诵经、学经外，晚间还学习藏语文、数学等知识。阿尼们平时捻羊毛、纺毛线、织卡垫，以增加该寺的收入。拉孜寺在江孜县城还开有两个小店面。这些收入加上香火钱，寺院每年可收入六、七万元人民币。与普通藏族妇女不同，该寺即便年轻的阿尼们也几乎全都不会讲汉语。拉孜寺内有电视、收音机。2008年北京奥运会，全寺阿尼一起收看了开幕式，中共江孜县委统战部还特地派懂汉语的人来用藏语为阿尼们解说。
2007年，相当于该寺创始人的老阿尼圆寂，她留下严格的要求：不得随意离开寺庙。2009年，旦增曲珍回忆说：“她说，出去看得多了， 心就要变。”所以此后即便念经，阿尼们也不去民众家中，而是由民众带酥油和钱来到寺内。蔬菜和生活用品则由寺院管理委员会负责人购买。实际上从该寺走到江孜县城商店林立的街上，用时不到30分钟。
阿尼们严格遵守格鲁派的教规，所以每天早晨6点至9点、中午1点至3点，阿尼们均要诵经。此外，阿尼们还坐禅、闭斋。坐禅大都在寺院的房间内进行，阿尼独自坐在室内的阴暗处，不说话、不会客，门上还做标记，以防打扰。闭斋则是阿尼特有的修行方式，每次三日，每月数次，自第一天吃过午饭起，第二天除饮水之外不吃饭也不说话，第三天恢复正常活动。阿尼们还根据亡者家属的请求，派4到8名阿尼赴天葬台（位于该寺1500米的小山顶上）举行天葬，为亡者超度念经。每年藏历元月，该寺举办传召大法会。藏历4月12日至15日，举办“萨嘎达瓦”节。藏历6月4日举办“珠巴慈西”（转山）活动。藏历9月29日举办“拉布特钦”（神仙下凡）活动。藏历每月进行3天斋戒。拉孜寺还有修行洞，常有阿尼在洞内修行数个月。
拉孜寺非常重视绿化工作。为了浇树，阿尼们在寺前的小河上筑有多道小坝以囤水，用电泵将水提到山上，再浇下来。21世纪初，每月浇水的电费平均将近2000元，每年浇水、购买并维修电泵的开支要两万元。该寺刚开始种树时，周边民众认为她们接受了政府的绿化要求，不安心于佛事，所以有些不恭的意见。过了两年，周边民众发现山脚下的这片树林，是风沙天最舒服之处。2009年，中共江孜县委统战部部长旦增欧珠说，当前江孜县其他大寺如白居寺，都已经开始动员僧人种树，但能获得西藏自治区先进绿化单位的还只有拉孜寺。

## 建筑
拉孜寺坐北朝南，占地面积700多平方米。有条小河从寺前流过。拉孜寺由大经堂、千佛殿、转经殿、3座舍利塔、修行洞、两排尼姑宿舍等建筑组成。寺内主供释迦牟尼像，肉髻螺发，身穿右袒式大衣，左手托钵盂，右手指地结“触地印”，结跏趺坐在莲花座上；文殊菩萨左手执青莲花，结跏趺坐在白色莲座上。此外，该寺还供奉千手千眼观世音菩萨、强玛多吉等佛像。大经堂的四壁绘有宗喀巴、米拉日巴、汤东杰布等藏传佛教人物。
3座舍利塔并排，最高的一座为“莲花生舍利塔”，高16米；次高的一座为“英都舍利塔”，高8米；最低的一座为“南木佳舍利塔”，高4米。关于莲花生舍利塔还有一段传说：14世纪末，有位名叫格龙乌巴（“格龙”为喇嘛的学位）的人希望兴建一座莲花生舍利塔，便向一位活佛请教“何处修塔为好？”活佛答：“今后大象会告诉你的。”三年以后，印度一个部落的酋长赠给五世班禅一头大象，大象自亚东牵来，用铁链锁在江孜东吉希嘎（历世班禅的庄园，距离江孜镇3公里）。一日，大象忽然挣脱了铁链，逃向格如拉山口，快到山口时停下并倒在地上打滚，鸣叫了三声。格龙乌巴便在大象打滚鸣叫处兴建了莲花生舍利塔。莲花生舍利塔在文化大革命中被毁，1989年由当地群众集资重建。